# دانیل جونگ ویرث
دانیل جونگ ویرث (انگلیسی: Daniel Jungwirth؛ زادهٔ ۱۵ ژانویهٔ ۱۹۸۲) بازیکن فوتبال اهل آلمان است.
از باشگاه‌هایی که در آن بازی کرده‌است می‌توان به باشگاه فوتبال بایرن مونیخ ۲، باشگاه فوتبال ارتسگبیرگ آئو، باشگاه فوتبال اینگولشتات ۰۴، و باشگاه فوتبال اس‌وی زاندهاوزن اشاره کرد.
وی همچنین در تیم ملی فوتبال جوانان آلمان بازی کرده‌است.